# Fear Fun
Albums de Father John Misty
I Love You, Honeybear
(2015)
Fear Fun est le premier album studio du musicien et chanteur américain Father John Misty, sorti le 30 avril 2012.

## Liste des titres
Tous les morceaux ont été écrits et composés par Josh Tillman.
1. Funtimes in Babylon – 3 min 39 s
2. Nancy from Now On – 3 min 54 s
3. Hollywood Forever Cemetery Sings – 3 min 10 s
4. I'm Writing a Novel – 3 min 35 s
5. O I Long to Feel Your Arms Around Me – 2 min 23 s
6. Misty's Nightmares 1 & 2 – 3 min 13 s
7. Only Son of the Ladiesman – 4 min 09 s
8. This Is Sally Hatchet — 3 min 57 s
9. Well, You Can Do It Without Me – 2 min 43 s
10. Now I'm Learning to Love the War – 4 min 16 s
11. Tee Pees 1–12 – 3 min 16 s
12. Everyman Needs a Companion – 5 min 19 s